# Enzendorf (Hartenstein)

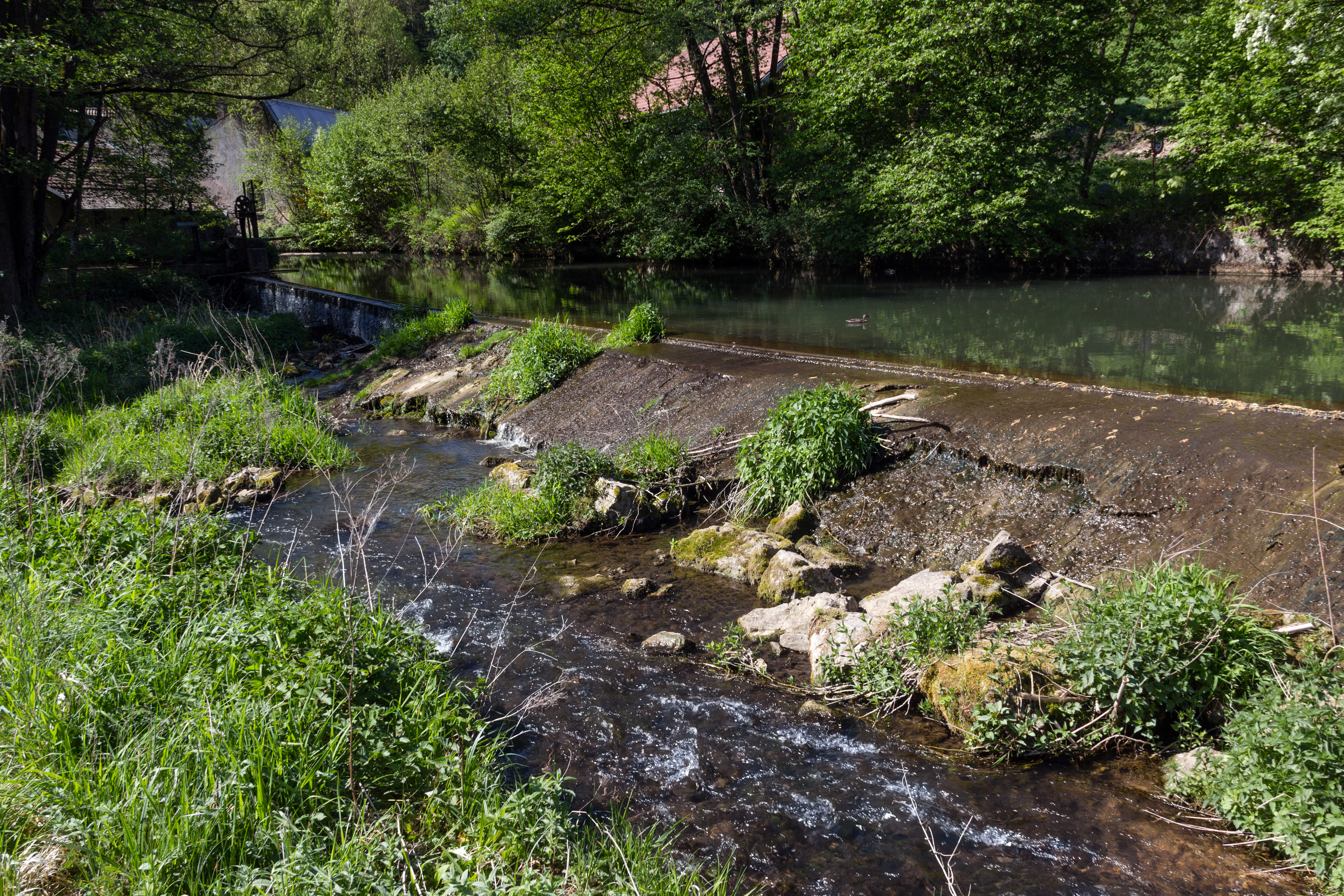
Wehr in der Pegnitz

Enzendorf ist ein Gemeindeteil  der Gemeinde Hartenstein und eine Gemarkung im mittelfränkischen Landkreis Nürnberger Land in Bayern.

## Lage
Das Dorf Enzendorf liegt etwa 2,5 Kilometer westlich von Hartenstein an der Staatsstraße 2162 nach Neuhaus an der Pegnitz und der an der Bahnstrecke Nürnberg–Cheb. Der Ort liegt direkt am Fluss Pegnitz.
Die Gemarkung Enzendorf hat eine Fläche von 7,289 km². Sie ist in 1467 Flurstücke aufgeteilt, die eine durchschnittliche Flurstücksfläche von 4968 m² haben. In ihr liegen neben dem namensgebenden Ort die Hartensteiner Gemeindeteile Griesmühle, Harnbach, Lungsdorf und Rupprechtstegen.

## Geschichte
In Enzendorf existierte spätestens seit dem 15. Jahrhundert eine Hammeranlage. Die bislang nicht genau lokalisierte Anlage lag laut den Ortsbeschreibungen aus dem 18. Jahrhundert „diesseits des Wassers“, d. h. auf Hersbrucker Seite und nach einer Abbildung auf der Pfinzing-Karte des Pflegamtes Hersbruck von 1596 etwa an der Stelle der heutigen Mühle. Die Hammeranlage wurde im Ersten Markgrafenkrieg niedergebrannt, aber von dem Nürnberger Bürger Konrad Eschenloher bereits 1450 wiederaufgebaut und 1466 von Jobst Tetzel und Endres Harsdorfer in einen Kupferhammer umgewandelt. Ein vermutlich zu dessen Schutz erbauter Sitz wird 1490/94 erstmals erwähnt. Im Landshuter Erbfolgekrieg bestand die befestigte Anlage im Februar 1505 ihre Feuertaufe. Jacob Junghans, Diener und „Hullkopf“ (technischer Betriebsleiter) der Harsdorfer, organisierte die Verteidigung von Sitz und Hammer. Es glückte den insgesamt 28 Hüttenknechten unter seiner Führung, einen Angriff zahlenmäßig weit stärkerer Pfälzer Truppen auf Schloss und Hammer abzuschlagen, so „das sie ungeschafft abziehen mussen“.
Nach Hans Harsdorfers Tod 1511 fiel Enzendorf an dessen drei Töchter Anna, Katharina (verheiratet mit Leonhard Groland) und Ursula, die Ehefrau des Hans Ebner. Dieser erwarb noch im selben Jahr die Anteile seiner Miterben. Die Ebner besaßen zu dieser Zeit das Monopol auf böhmisches Kupfer aus Kuttenberg, das sie in Enzendorf – dem damit wichtigsten Nürnberger Hammer – verarbeiteten.

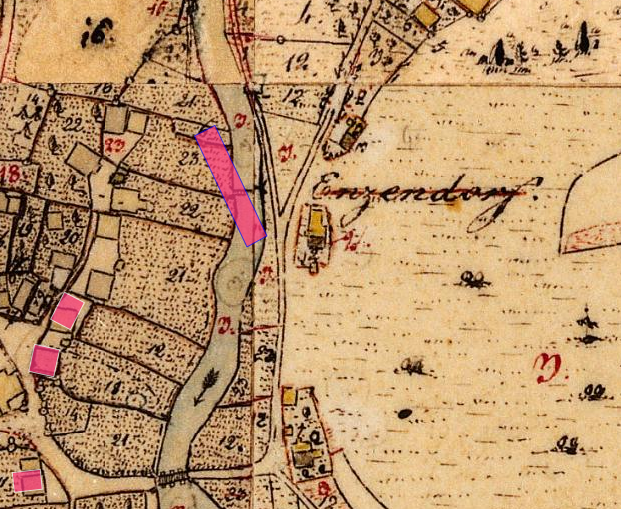
Lageplan von Enzendorf (Hartenstein) auf dem Urkataster von Bayern

Im Zweiten Markgrafenkrieg 1552 verbrannten markgräfliche Truppen am 27. Mai „Herrn Hannsen Ebners sitz unnd hutt“. Der Schaden am „herrnsytz, saiger, hutenwerck und hammerwerck“ sowie die Einbußen durch den Raub der Vorräte an Kupfer und Blech wurden auf 8000 Gulden beziffert. Hans Ebner starb 1553, Enzendorf wurde von seinen Kindern verkauft. 1556 war Berthold Holzschuher, 1561 auch sein Gläubiger Sebastian Imhoff Besitzer. Nach dessen Tod 1572 verkauften die Erben im Jahr darauf Enzendorf „sambt dem hamerwerckh … mit wasserredern, heusern, zinnern springenden prunnen, garten“ etc. an Hans Dorn, den bisherigen „Hutkapfer“, um 2000 Gulden. Wegen finanzieller Schwierigkeiten musste dieser das Gut aber schon 1575 für 1765 Gulden an Michael Paußmann „von der Hamerhüll“ weiter veräußern, der anstelle des Hammers eine Säge- und später noch eine Mahlmühle errichtete. Eine Skizze auf einer Karte des späten 16. Jahrhunderts vermittelt einen schemenhaften Einblick vom Aussehen der Anlage, einem zwei- oder dreigeschossigen Herrensitz mit Pyramidendach und Treppenturm auf rechteckigem Grundriss inmitten niedrigerer Wirtschaftsbauten des zugehörigen Hammerwerks. Nach 1800 wurden Herrensitz und Hammerwerk abgerissen.

### Ehemalige Gemeinde
1808 wurde die Gemeinde Enzendorf gebildet aus Enzendorf, den beiden Mühlen Harnbach und Griesmühle und Siglitzberg. Mit Regierungsreskript vom 29. September 1824 wurde die Auflösung der Gemeinde Rupprechtstegen und deren Eingliederung nach Enzendorf verfügt. In diesem Jahr kam auch Lungsdorf zur Gemeinde und Siglitzberg wurde zur Gemeinde Treuf umgegliedert.
Die Gemeinde hatte 1964 eine Fläche von 728,89 Hektar. Bei der Volkszählung 1970 hatte die Gemeinde 405 Einwohner, 137 davon im Dorf Enzendorf. Gemeindeteile waren Enzendorf, Griesmühle, Harnbach, Lungsdorf und Rupprechtstegen. Am 1. Juli 1977 wurde Enzendorf im Rahmen der Gebietsreform in Bayern nach Hartenstein eingegliedert.